# Than Tun
Than Tun (* 10. Mai 1941 in Mandalay) ist ein ehemaliger myanmarischer Boxer.
Er war 1960 Mitglied der birmanischen Olympiamannschaft bei den Olympischen Sommerspielen in Rom.
In der Gewichtsklasse Federgewicht unterlag er in der ersten Runde dem Südafrikaner William Meyers nach Punkten (281:299 - 54:60, 57:60, 57:60, 57:59, 56:60).